# Lesmesodon behnkeae
Espèce
Lesmesodon behnkeae est une espèce fossile de mammifères de la famille des Hyaenodontidae qui a vécu lors de l'Éocène.

## Étymologie
Son nom spécifique, behnkeae, lui a été donné en l'honneur de Christa Behnke, chercheuse et préparatrice à Niederhochstadt en Allemagne.

## Publication originale
- (en) (de) Michael Morlo et Jörg Habersetzer, « The Hyaenodontidae (Creondonta, Mammalia) from the lower Middle Eocene (MP11) of Messel (Germany) with special remarks on new x-ray methods », Courier Forschungsinstitut Senckenberg, E. Schweizerbart (d) et Senckenbergische Naturforschende Gesellschaft, vol. 216,‎ 20 septembre 1999, p. 31-73 (ISSN 0341-4116, OCLC 498801543 et 924791232, lire en ligne).